# 고시엔구치역
고시엔구치역(일본어: 甲子園口駅, こうしえんぐちえき)은 일본 효고현 니시노미야시에 위치한 서일본 여객철도(JR 서일본) 도카이도 본선(JR 고베 선)의 철도역이다. 지역에서는 '엔구치'(일본어: エングチ)로 부르기도 한다.

## 개요
'고시엔구치'라는 역명은, 역의 동쪽에 무코가와에서 남서 방향으로 뻗은 지류가 무코가와 개량공사에 의해 매립되면서, 이 토지를 입수하게 된 한신 전기 철도가 고시엔(일본어: 甲子園)으로 스포츠, 레크리에이션, 교외 주택지 개발을 행한 것에서 유래했다. 역명에서 고시엔 구장과 가깝다는 인상을 주면서 고시엔의 주택지로 개발된 지역에도 가깝지만, 실제로 고시엔 구장까지는 남서 방향으로 2km정도 떨어져있다 (제일 가까운 역은 한신 전기 철도의 고시엔 역). 이 역부터 고시엔 구장에 가기 위해서는 역의 남측에서 한신 전기 철도의 버스 노선을 이용할 필요가 있다.
덧붙여, '~구치'의 의미는 후쿠치야마 선의 사사야마구치 역(일본어: 篠山口駅)이나, 한큐 전철 다카라즈카 본선의 가와니시노세구치 역(일본어: 川西能勢口駅) 등의 유형처럼 어느 곳에의 입구를 나타내는 의미로, 대한민국의 예로는 서울 지하철 2호선 건대입구역 등이 있다.
역의 북측과 남동측에는 한적한 고급 주택지가 위치하고 있으며, 남측에는 1970~1980년대 분위기의 상점가 등이 위치한다.
어번 네트워크 지역에 속해있으며, J스루 카드, ICOCA, PiTaPa (스룻토 간사이 협의회)등을 사용할 수 있다.

## 역 구조
2면 4선의 섬식 승강장이 있는 고가역이다.
개업 당시에는 1번 승강장이 하행 외측선, 2번 승강장이 하행 내측선이었지만, 전후에 배선 변경으로 1번 승강장이 하행 내측선으로, 2번 승강장이 오사카 방면에의 회차선으로 쓰였으며, 하행 외측선은 세계 2차대전 중에 한신 전기 철도 무코가와 선 (역 설치 없음)으로 전용되었다. 때문에, 하행 외측선에는 플랫폼이 없다.
상행 외측선 측 (4번 승강장)에는 스테인리스제 철책으로 막혀있지만, 간격을 두고 벌어진 부분이 존재해, 긴급 정차, 단체 열차의 정차나 외측선 열차가 임시 정차할 때 등의 상황에 대비하고 있다. 하지만, 고교 야구 응원단의 단체 임시 열차 등을 포함하여, 사용한 실적은 없다.
2번 승강장이 설치된 회차선은, 1986년 11월 1일의 시각표 개정까지는 낮 시간대에 시간당 2~4편 존재했던 시종착 열차의 회차 목적으로 사용하였지만, 개정 이후에는 시종착 열차의 대다수가 고베까지 연장되어, 이후 정기 열차의 회차선 사용은 이른 아침과 심야에만 한정되었다. 하지만 한신·아와지 대지진으로 인하여 보통 열차 및 신쾌속(당시 사고로 인하여 오사카 이서는 각역정차) 등의 회차선으로 사용되었으며, 후쿠치야마 선 탈선 사고시에도 아마가사키 발착의 쾌속 열차가 회송으로 회차선을 이용하여 회차한 경우가 있다.
고가역이지만 개찰구로 들어가는 계단이 승강장 동쪽 끝에만 있었다. 하지만, 교통 배리어프리 법에 따른 역 엘리베이터 설치 요건(1일 승강객 수 5,000 명 이상)을 만족하게 되고, 성토상에 위치한 고가이기 때문에 비용 문제가 생기면서 엘리베이터는 설치되지 않았다. 때문에, 서일본 여객철도 측에서는 승강장을 동쪽으로 연장 이전하여 엘리베이터 및 에스컬레이터를 설치하기로 결정하였다.
공사를 하기 위하여 성토를 굴착할 필요가 있었기 때문에, 2007년 8월 27일부터 2009년 전반기까지, 2번 승강장이 사용 정지되었다. 때문에 시종착 회차 열차의 설정이 불가능하게 되어, 이전까지의 시종착 열차는 구간을 단축하여 아마가사키 시종착으로 변경되었다 (상행 1편만이 아시야 시발이 되었다가, 2008년 3월 15일 이후 니시아카시 시발로 변경됨).

### 승강장
↑산노미야·히메지 방면

| １２ | | ３４ |

오사카·교토 방면↓
| 승강장 | 노선                      | 목적지                                 | 비고 |
| ------ | ------------------------- | -------------------------------------- | ---- |
| 1      | ●JR 고베 선 (하행 내측선) | 산노미야·니시아카시·히메지 방면        |      |
| 2      | ●JR 고베 선 (상행 회차선) | 개량 공사로 인하여 사용 정지           |      |
| 3      | ●JR 고베 선 (상행 내측선) | 아마가사키·오사카·기타신치역·교토 방면 |      |
| 4      | ●JR 고베 선 (상행 외측선) | 통과열차만 존재, 폐쇄되어 있음         |      |

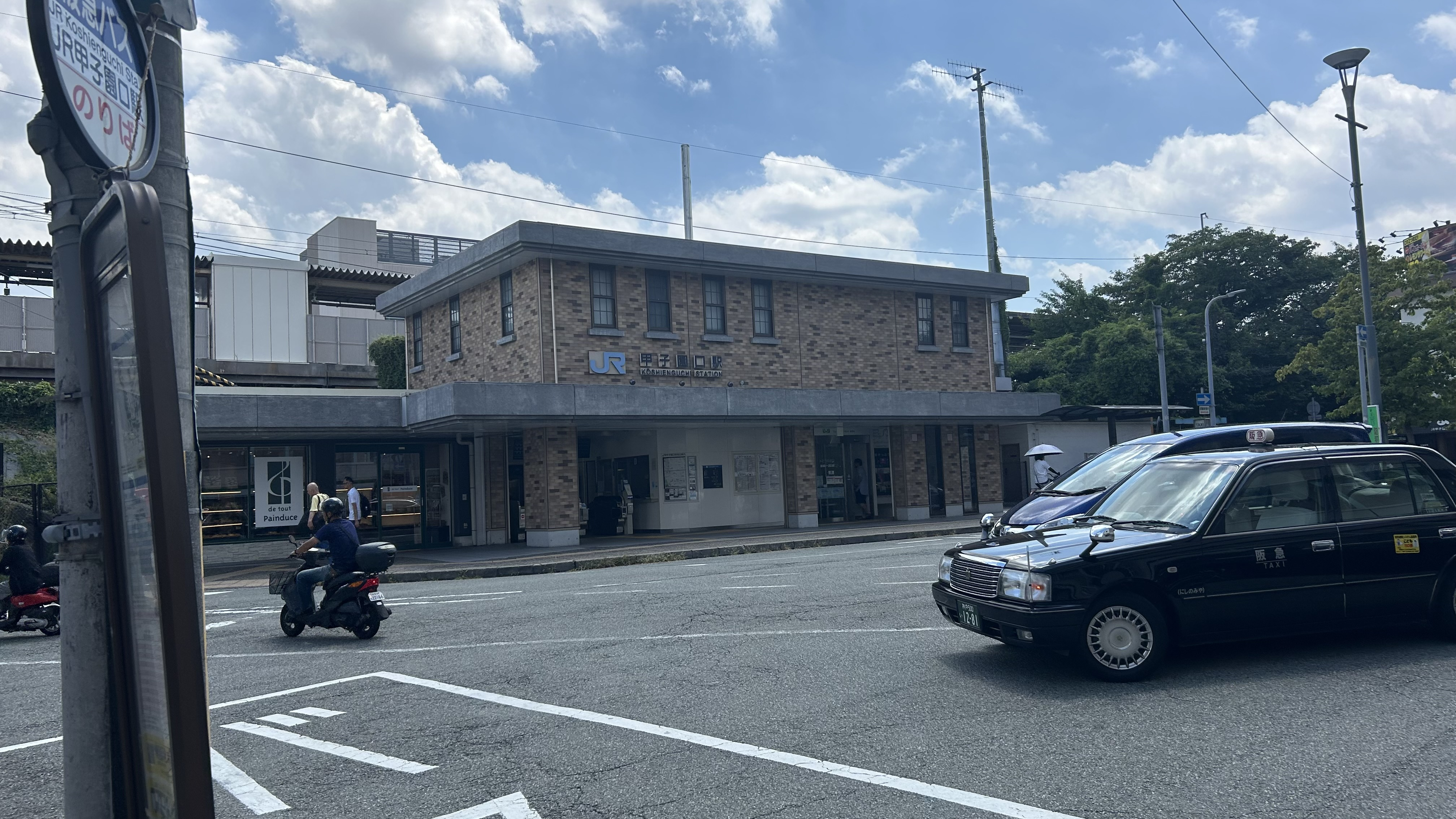
북쪽 출구
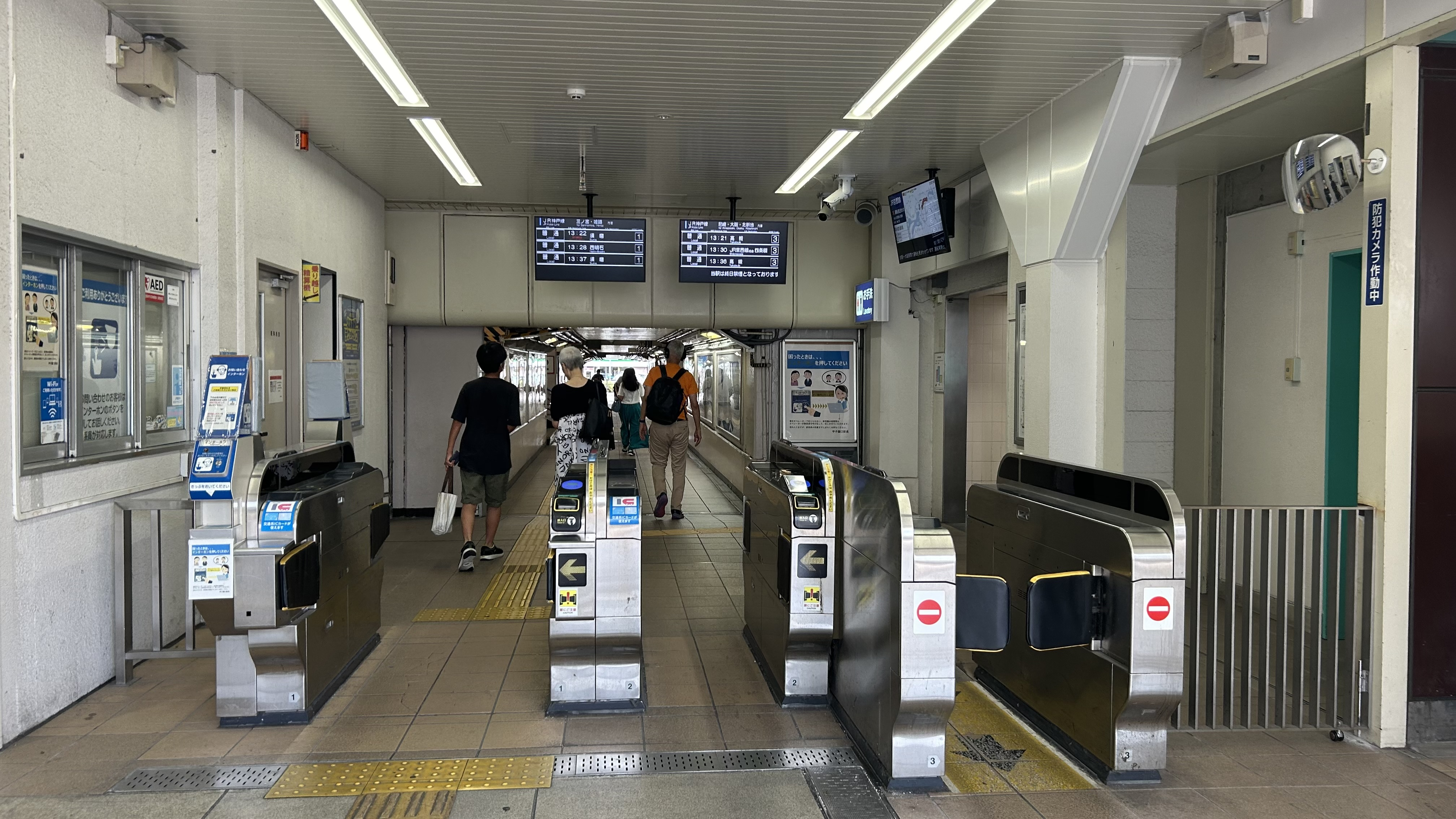
남쪽 개찰구
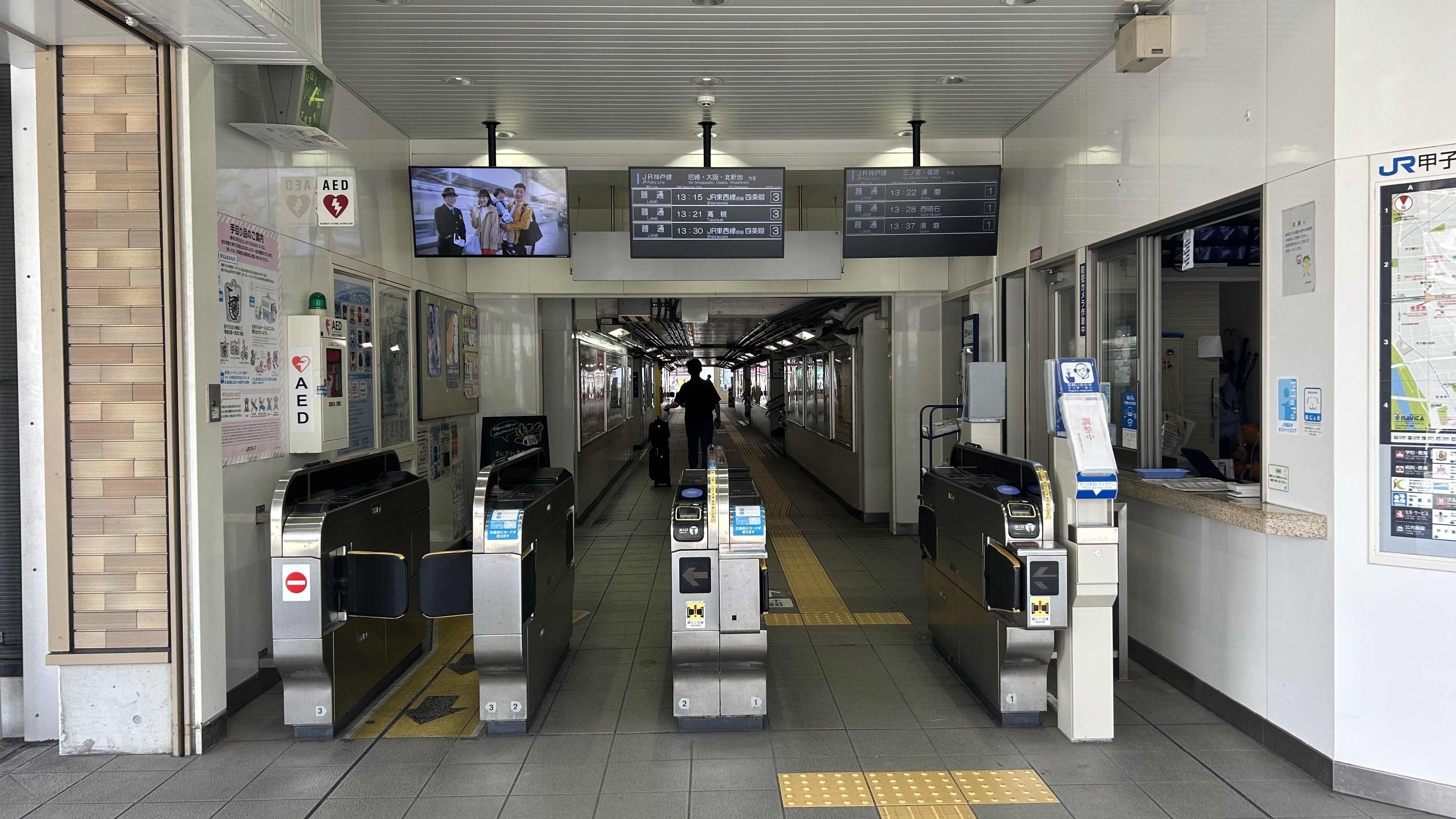
북쪽 개찰구
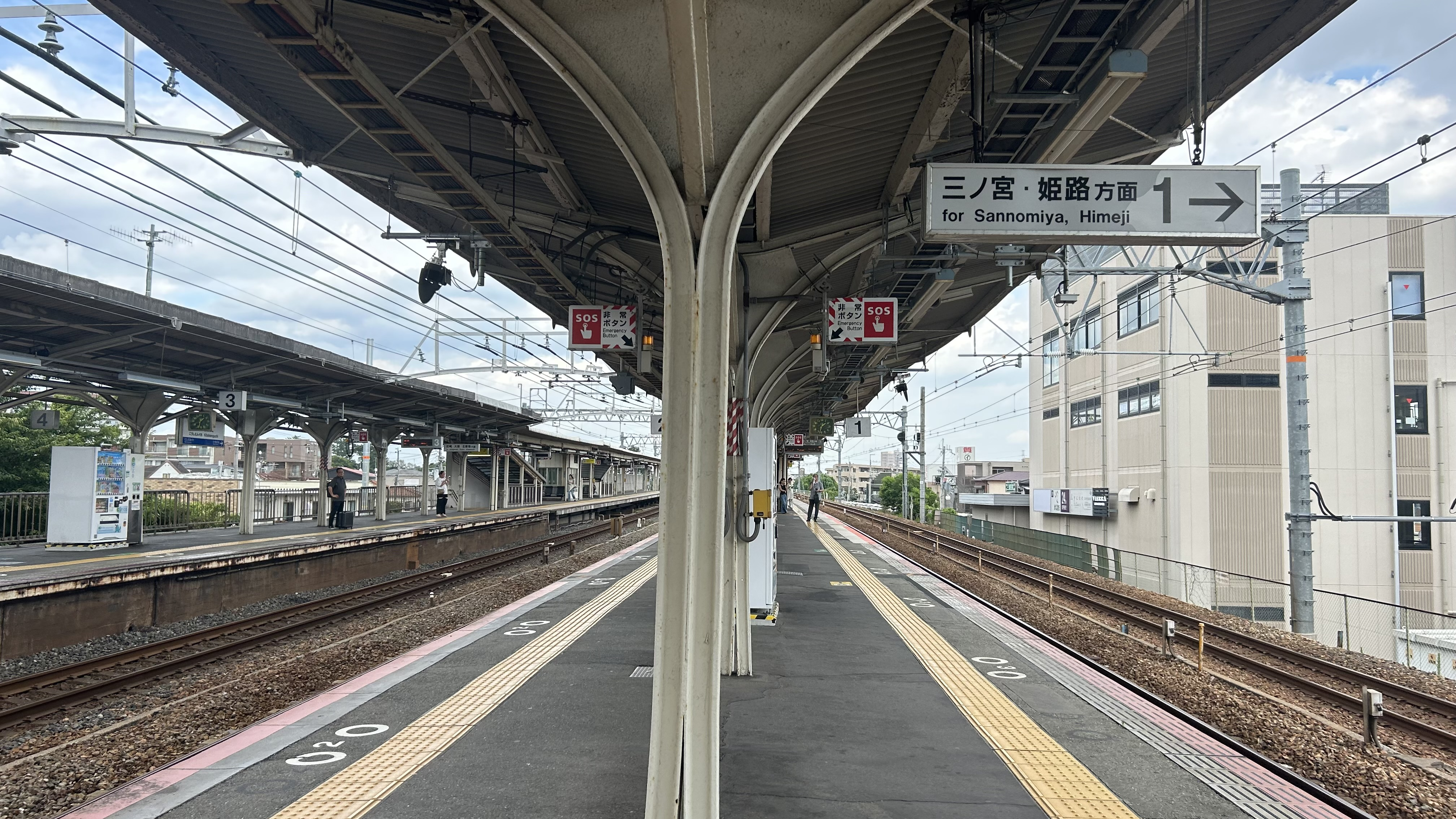
1・2번선 승강장
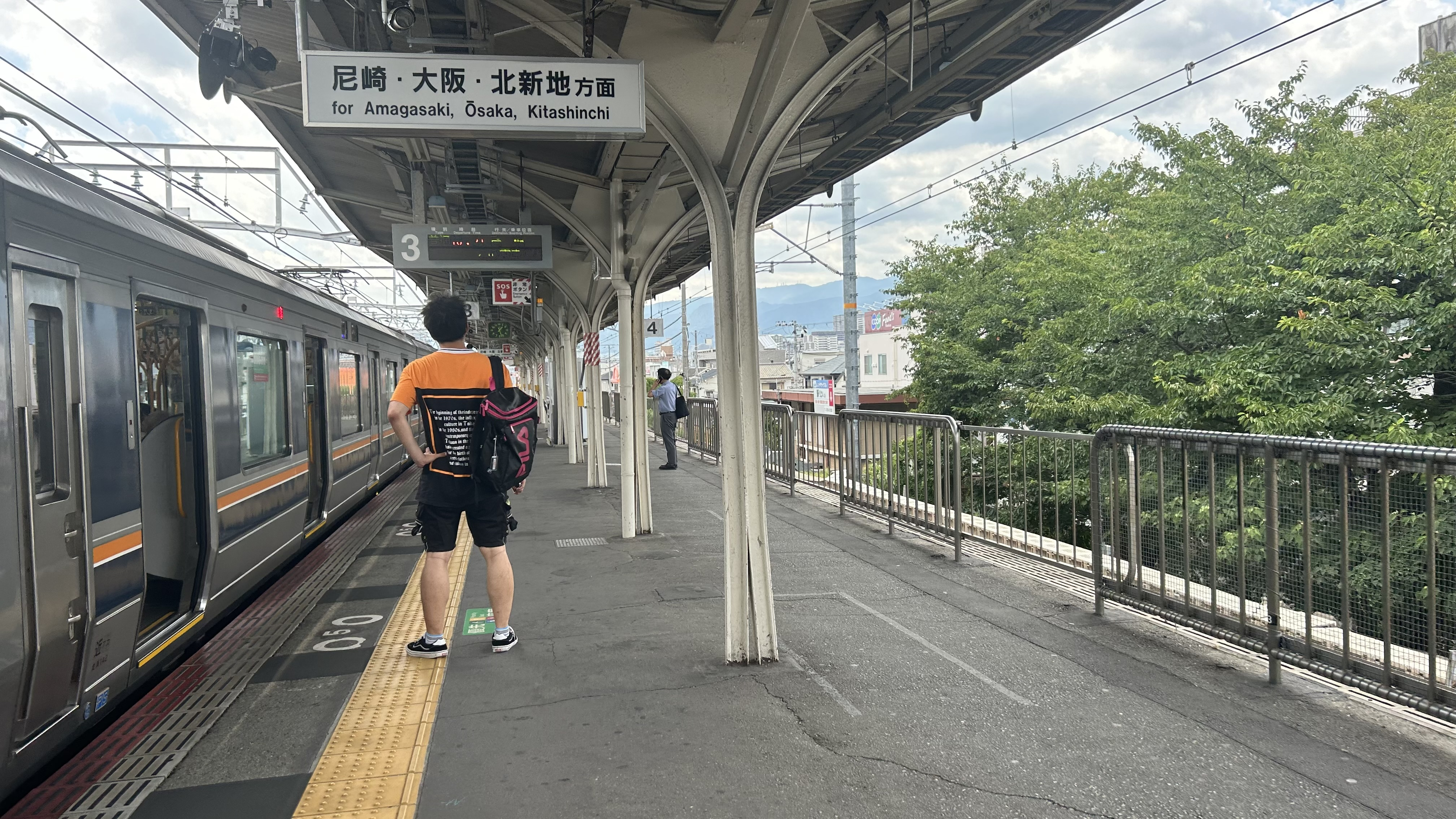
3・4번선 승강장

## 역세권 정보
주변에는 무코가와 강이 흐르며, 주택가, 상점가 및 학교들이 위치하고 있다.
역의 남측에서는 한신 전기 철도의 고시엔 역 방면의 버스가, 역의 북측에서는 한큐 전철의 니시노미야기타구치 역 방면의 버스가 운행되고 있다.

## 이용 상황
2006년도의 1일 평균 승차 인원은 19, 328명이다. (효고 현 통계서에서)

## 역사
- 1934년 7월 20일 - 일본국유철도의 역으로 개업 (스이타 - 스마간 전동열차 운전 개시와 동시에). 여객 취급.
- 1978년 3월 - 현재의 역사로 개축.
- 1987년 4월 1일 - 일본국유철도 분할 민영화로 인해 서일본 여객철도의 역이 됨.

## 인접역 정보
| 서일본 여객철도 도카이도 본선 | 서일본 여객철도 도카이도 본선 | 서일본 여객철도 도카이도 본선 |
| ----------------------------- | ----------------------------- | ----------------------------- |
| 다치바나 교토 방면            | ■ JR 고베 선 보통             | 니시노미야 니시아카시 방면    |

## 같이 보기
- 나인드림 고시엔 - 신오사카역 ~ 고시엔구치 역 간에 운행되었던 침대 열차.